# Pelicà rosat
El pelicà rosat (Pelecanus rufescens) és un ocell marí de la família dels pelicànids (Pelecanidae). Ocasionalment pot arribar als Països Catalans.
El seu estat de conservació es considera de risc mínim.

## Morfologia
- Fa una llargària de 125 - 133 cm, una envergadura de 265 - 270 cm i un pes de 4 - 7 kg.
- El plomatge és blanc amb un to gris. Al dors, carpó, flancs i infracobertores caudals hi ha un notable matís rosa. Plomall a la part posterior del cap. Plomes hirsutes blanques al pit. Cua grisa.
- Bec blanc grogós amb punta taronja. Bossa rosada i potes groguenques.
- A l'hivern les ales i la cua esdevenen de color marró.

## Hàbitat i distribució
Habita pantans, llacs i aiguamolls d'Àfrica subsahariana, Aràbia, Madagascar i algunes illes de l'Índic.